# Joseba Muguruza
Joseba Muguruza Bengoa (Deva, 11 de enero de 1994) es un futbolista español que juega de defensa en el Inter Club d'Escaldes de la Primera División de Andorra.

## Trayectoria
Muguruza comenzó su carrera deportiva en el Oiartzun KE de la Tercera División en 2013, disputando 34 partidos en la temporada 2013-14, en los que marcó 12 goles.
En 2014 fichó por la Real Sociedad B, de la Segunda División B, equipo en el que jugó 135 partidos y marcó 31 goles.
En 2018 fichó por el C. D. Castellón, de la Segunda División B. En 2020 logró el ascenso a Segunda División con el club castellonense. Tras un año en la categoría de plata del fútbol español, puso fin a su etapa en el club y se marchó al C. E. Sabadell F. C.
El 14 de agosto de 2022 firmó por la Cultural y Deportiva Leonesa por una temporada más otra opcional. Siguió una segunda campaña, jugando un total de 61 partidos en los que anotó dos goles. Entonces siguió su carrera en Andorra, país al que llegó en octubre de 2024 para competir con el Inter Club d'Escaldes.

## Clubes
| Club                         | País    | Año       |
| ---------------------------- | ------- | --------- |
| Oiartzun KE                  | España  | 2013-2014 |
| Real Sociedad "B"            | España  | 2014-2018 |
| C. D. Castellón              | España  | 2018-2021 |
| C. E. Sabadell F. C.         | España  | 2021-2022 |
| Cultural y Deportiva Leonesa | España  | 2022-2024 |
| Inter Club d'Escaldes        | Andorra | 2024-     |